# 芬兰白玫瑰勋章
芬兰白玫瑰勋章（芬蘭語：Suomen Valkoisen Ruusun ritarikunta）是芬兰三大国家级勳章之一。

## 历史
芬兰白玫瑰勋章由曼纳海姆在芬兰内战后的1919年1月28日以攝政（临时国家元首）身份建立。名称来源于芬兰国徽中的九朵玫瑰。最初的装饰图案由阿克塞利·加伦-卡勒拉设计，链章为最高级别，由九个白玫瑰和九个卍环绕而成。1963年，最高级别的链章在总统乌尔霍·吉科宁的提议下进行了修改，由冷杉图案替代了原来的卍。
从1946年开始，芬兰开始为杰出的母亲授予白玫瑰勋章，这些通常是“一级奖章级”勋位。它可由子女提出申请，由至少两个协会或团体推荐，每年11月底前提交芬兰区域国家行政机关。经重重筛选确定候选名单后，最终由总统从中选定勋章的获得者。

## 级别

链授版大十字级芬兰白玫瑰勋章

| 章略                  | 章略                        | 章略             | 章略       | 章略     |
| --------------------- | --------------------------- | ---------------- | ---------- | -------- |
| 链授大十字级 （链章） | 大十字级 （指挥官大十字级） | 指挥官一级       | 指挥官级   | 骑士一级 |
| 骑士级                | 功勋十字级                  | 金十字一级奖章级 | 一级奖章级 | 奖章级   |

## 受章者
一般来说，链授大十字级芬兰白玫瑰勋章作为最高荣誉，只授予外国元首，如福阿德一世（1935年）、夏爾·戴高樂（1962年）、约瑟普·布罗兹·铁托（1963年）和尼泊尔的（1988年）。不带链的大十字级勋位通常授予芬兰总理。

### 大十字级获得者
- 安妮长公主（1969年）
- 扬·安东内斯库（1942年）
- 汤玛斯·比彻姆（1955年）[3]
- 列昂尼德·伊里奇·勃列日涅夫（1976年）
- 卡尔十六世·古斯塔夫
- 夏爾·戴高樂（1962年）
- 昭和天皇（1942年）
- 柯达伊·佐尔丹（1967年）
- 马尔特·拉尔（2009年）
- 努尔苏丹·纳扎尔巴耶夫（2009年）[4]
- 拉金德拉·帕乔里（2010年）
- 爱德华·雷兹-希米格维
- 约瑟普·布罗兹·铁托（1963年）
- 德米特里·费奥多罗维奇·乌斯季诺夫（1978年）
- 瓦尔特·冯·布劳希奇（1939年）

### 特殊荣誉
- 同时带链、钻石和剑的大十字勋章仅颁发过一次：卡尔·古斯塔夫·埃米尔·曼纳海姆（1944年6月4日）。
- 钻石版大十字勋章仅颁发给三个芬兰人：参议员奥托·斯滕罗特（1938年），外交部长卡尔·恩凯尔（1946年）和让·西贝柳斯（1950年）[5]。
- 带剑大十字勋章颁发给三位芬兰中将：亞爾馬·西拉斯沃、爱德华·哈内尔和阿克塞尔·阿伊罗，以及一些外国军官，如德国的爱德华·狄特尔[5]。